# Hódi Jenő
Hódi Jenő a Budapest Film Academy alapítója és ügyvezető igazgatója, magyar, több nemzetközi filmes díjat nyert rendező, író és producer.

## Életpályája
Magyarországon született és nevelkedett, majd 1982-ben az Amerikai Egyesült Államokba emigrált. Az egyik legelismertebb amerikai egyetemen, a New York-i Columbia Egyetem Film Tanszékén, Milos Forman, Brian De Palma, John Avildsen és Dusan Makavejev osztályában szerezte diplomáját. Ő volt az első diák a Columbia Egyetem történetében, aki mozifilmet írt, rendezett és gyártott, miközben az egyetemen tanult.
Filmes tevékenysége során, a szakma majdnem minden ágában szerzett tapasztalatot. Tizenhat forgatókönyvet adott el, számos nagyjátékfilmet, reklámot, televíziós műsort, zenei klipet és dokumentumfilmet rendezett és producerként gyártott.
Filmesként arra a legbüszkébb, hogy a legtöbb színész, akivel dolgozott, színészorientált rendezőként tartja számon. New Yorkban és Los Angelesben olyan elismert workshopokon vett részt, mint Milton Katselas színész-rendező mesterosztálya, Stella Adler színészképzése és az Actor's Studio író és rendező csoportja.
Legutóbbi alkotásával két „Legjobb Rendező” díjat nyert Spanyolországban és Olaszországban.
Cége, az amerikai CinePartners Entertainment, többek között olyan sztárokkal dolgozott, mint Will Smith, Steve Martin, Christopher Lambert, Mira Sorvino, Gabriel Byrne, John Goodman, Armin Mueller-Stahl, Patrick Bergin, Sean Young, Robert Förster, Alan Alda és Sally Kirkland. A CinePartners filmjeit a legnagyobb nemzetközi cégek forgalmazták: Trimark, UIC, Showtime, Hallmark, Artisan, Nu Image, Distant Horizon és az Artist View Entertainment, valamint a legismertebb amerikai tévétársaságokkal működött együtt: CBS, NBC és a Fox.
Magyarországra való visszatértekor Jenő rájött arra, hogy Budapesten komoly igény van egy olyan filmakadémia alapítására amelyik a filmkészítést nem csak művészetként, hanem üzleti tevékenységként is tanítja és amely emellett átfogó képzést ad a teljes filmkészítés műveletéről. Létrehozta a Budapest Film Academy képzését, amely mára az ELTE-vel is együttműködik. Ennek keretében a BFA gyakorlati filmkészítő órákat biztosít az ELTE alapfokú szabad bölcsészet filmelmélet és filmtörténet szakirányos és minoros, valamint az ELTE filmtudomány mesterszakos képzéséhez.
A filmes oktatás történetében először választott egy hollywoodi, élvonalbeli egyetem egy magyar intézményt diákjai képzésére. A Los Angeles-i Loyola Marymount University a Hódi Jenő által alapított és vezetett Budapest Film Academy és az ELTE közös programjában tanítja 2016 szeptemberétől diákjait. Az együttműködés keretében nem csak diákok érkeznek, hanem egyik vezető, forgatókönyvírást tanító professzoruk is tart két kurzust Budapesten.

## Filmográfia

### Nagyjátékfilmek
| Év   | Magyar cím             | Eredeti cím            | Feladatkör | Feladatkör | Feladatkör | Filmrendező        |
| Év   | Magyar cím             | Eredeti cím            | Rendező    | Író        | Producer   | Filmrendező        |
| ---- | ---------------------- | ---------------------- | ---------- | ---------- | ---------- | ------------------ |
| 1988 |                        | Deadly Obsession       | Igen       | Igen       | Koproducer | Hódi Jenő          |
| 1990 |                        | Impact                 | Nem        | Igen       | Nem        | Frans Nel          |
| 1993 | American Kickboxer 2.  | American Kickboxer 2   | Igen       | Igen       | Nem        | Hódi Jenő          |
| 1995 |                        | Triplecross (tévéfilm) | Igen       | Nem        | Nem        | Hódi Jenő          |
| 1995 |                        | Guns & Lipstick        | Igen       | Igen       | Vezető     | Hódi Jenő          |
| 1995 |                        | Fatal Choice           | Igen       | Nem        | Nem        | Hódi Jenő          |
| 1998 |                        | Armstrong              | Nem        | Igen       | Nem        | Menahem Golan      |
| 2000 | Fekete-tengeri támadás | Black Sea Raid         | Igen       | Sztori     | Nem        | Hódi Jenő          |
| 2002 | A Hídember             | –                      | Nem        | Nem        | Koproducer | Bereményi Géza     |
| 2002 |                        | Threat of Exposure     | Nem        | Igen       | Vezető     | Tom Whitus         |
| 2006 | Metamorfózis           | Metamorphosis          | Igen       | Igen       | Igen       | Hódi Jenő          |
| 2009 |                        | Leningrad              | Nem        | Nem        | Vezető     | Aleksandr Buravsky |
| 2024 | Borotvaélen táncolva   | –                      | Igen       | Igen       | Igen       | Hódi Jenő          |

### Rövidfilmek
| Év   | Magyar cím            | Feladatkör | Feladatkör | Feladatkör |
| Év   | Magyar cím            | Rendező    | Író        | Producer   |
| ---- | --------------------- | ---------- | ---------- | ---------- |
| 2014 | Retorzió              | Nem        | Nem        | Vezető     |
| 2014 | Az Üzenet             | Nem        | Nem        | Vezető     |
| 2014 | Kölcsön               | Nem        | Nem        | Vezető     |
| 2015 | Évforduló             | Nem        | Nem        | Vezető     |
| 2015 | Piszkos munka         | Nem        | Nem        | Vezető     |
| 2015 | A mackó               | Nem        | Nem        | Vezető     |
| 2015 | Felejthetetlen        | Nem        | Nem        | Vezető     |
| 2016 | Memmod                | Nem        | Nem        | Vezető     |
| 2017 | Szürkehályog          | Nem        | Nem        | Vezető     |
| 2017 | Játsszunk szerelmest! | Nem        | Nem        | Vezető     |
| 2017 | Esti Tánc             | Nem        | Nem        | Vezető     |
| 2017 | Vigyél el!            | Nem        | Nem        | Vezető     |
| 2017 | Megérdemlem           | Nem        | Nem        | Vezető     |
| 2020 | Hagyaték              | Igen       | Igen       | Igen       |
| 2022 | Hintaszék             | Igen       | Igen       | Igen       |
| 2023 | Online                | Nem        | Nem        | Vezető     |
| 2024 | Az Alku               | Igen       | Igen       | Igen       |